# Eulenhof (Ehrstädt)

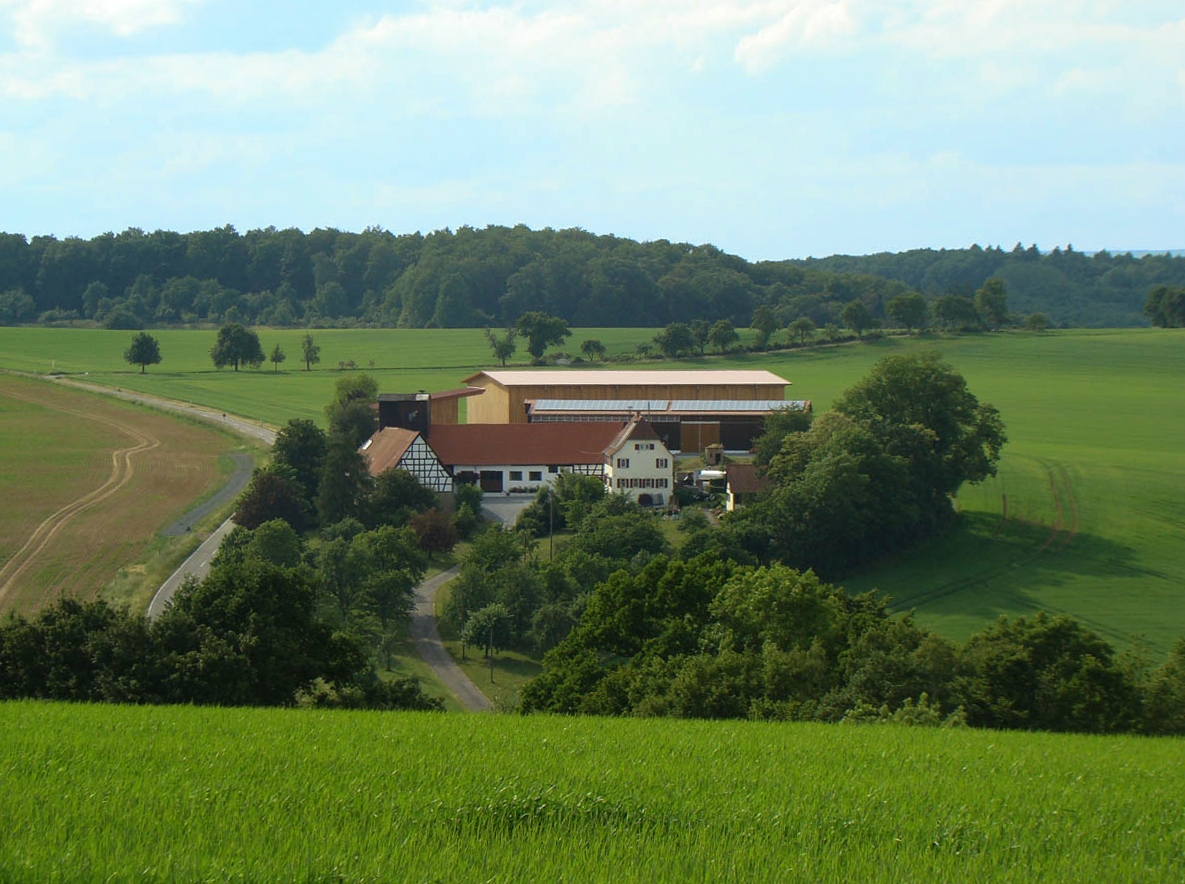
Eulenhof bei Ehrstädt

Eulenhof im Nordwesten der Gemarkung Ehrstädt

Der Eulenhof ist ein Wohnplatz des Sinsheimer Stadtteils Ehrstädt. Es handelt sich um ein einzelnes großes Hofgut in Alleinlage.

## Lage
Der Eulenhof befindet sich auf einer Anhöhe knapp zwei Kilometer westlich von Ehrstädt, längs der Kreisstraße 4182 nach Steinsfurt.

## Geschichte
Der Eulenhof ist ein sehr altes Hofgut und vermutlich der Wirtschaftshof der alten Burg bei Ehrstädt, die später abging und vor 1329 durch die weiter südlich gelegene Burg Neuhaus ergänzt oder ersetzt wurde. Die Ruine der alten Burg soll lange Zeit als Steinbruch für Baumaterial gedient haben und in der älteren Heimatliteratur werden noch Mauerreste nahe dem Eulenhof erwähnt. Über die Geschichte dieser alten Burg gibt es nur wenig Nachrichten.
Urkundlich tritt der Eulenhof als reines Hofgut im späten Mittelalter in Erscheinung. Reinhard von Helmstatt zu Fürfeld erwarb mit Zustimmung des Wormser Bischofs Johann III. von Dalberg 1484 von Hans und Reinhard von Sachsenheim den Eulenhof und die Hälfte von Ehrstädt. Reinhards Söhne Sebastian und Burkhard von Helmstatt zu Treschklingen verkauften seinen Besitz am 21. April 1516 an Philipp, Dietrich und Wolf von Gemmingen. Im späten 16. Jahrhundert kam der Eulenhof in den Besitz der Herren von Degenfeld-Neuhaus, die auch das Schloss Neuhaus sowie beide Hälften von Ehrstädt besaßen. Johann Albrecht Friedrich von Degenfeld (1693–1723), der den Hof im frühen 18. Jahrhundert besaß, benannte ihn zeitweilig in Albrechtsburg um. Der Besitz der Degenfeld-Neuhaus war mehrmals stark innerhalb der Familie zersplittert, wurde aber mit dem Aussterben von Familienzweigen auch immer wieder vereint. Der letzte männliche Nachkomme der Freiherren von Degenfeld-Neuhaus war August von Degenfeld (1853–1921). Nach dessen Tod erbten seine Töchter Hertha und Ruth seinen Besitz, bestehend aus Schloss Neuhaus, Schloss und Gut Ehrstädt, Wagenbacher Hof, Eulenhof und einem Wald beim Unterbiegelhof. Bei der Erbteilung kam Schloss Neuhaus mit dem Eulenhof 1926 an Hertha von Gemmingen geb. Degenfeld (1894–1963). Ihr Gatte Eberhard von Gemmingen (1883–1952) erwarb 1928 noch den benachbarten Rauhof auf Gemarkung des Nachbarorts Adersbach und vergrößerte damit den zugehörigen Grundbesitz auf rund 340 Hektar. Der gesamte Besitz kam 1963 an den Sohn Pleikard von Gemmingen, der 1975 auf den Rauhof zog. Von diesem kam der Besitz 1993 an dessen Sohn Michael von Gemmingen (* 1971), der heute den Besitz vom Rauhof aus verwaltet.
Das älteste Gebäude auf dem Eulenhof ist das Gesindehaus aus der Zeit um 1500. Es trägt am Portal die Namen von Hans Conrad von Helmstatt und Maria Barbara von Zweifel, die während der kurzen Besitzphase der Herren von Helmstatt zwischen 1484 und 1516 auf dem Hof gelebt haben müssen. Das Hauptgebäude des Hofes war im 18. Jahrhundert verfallen. Der Grombacher Baumeister Franz-Joseph Remlinger und der Wimpfener Werkmeister Huber erstellten 1779 ein Gutachten für Reinhard Philipp Friedrich von Degenfeld (1722–1784), in dem sie erklärten, dass das Wohnhaus nur noch abgerissen werden könne. Da zu jener Zeit der Besitz am Eulenhof innerhalb der Familie von Degenfeld-Neuhaus aber in drei Teile zersplittert war, wurde man sich vorerst nicht einig, wer den schlechten Zustand zu verschulden und folglich die Kosten für einen Neubau zu tragen habe. Erst Reinhard Philipp Friedrichs Sohn Wilhelm Ferdinand Friedrich von Degenfeld (1757–1819) einigte sich mit den Mitbesitzerinnen, zahlte diese aus und erbaute 1793 das neue Gutshaus im Eulenhof, das seine Initialen WFvD am Portal trägt. Der restliche Baubestand des Eulenhofs besteht im Wesentlichen aus jüngeren Wirtschaftsgebäuden.